# Ewondo (Kombo-Itindi)
Pour les articles homonymes, voir Ewondo (homonymie).
Ewondo est un village du Cameroun, situé dans la Région du Sud-Ouest. Il est rattaché administrativement à la commune de Kombo-Itindi, dans le département du Ndian.

## Population
Lors du recensement de 2005, on y a dénombré 78 habitants.
Une étude locale menée en 2011 évalue la population à 31 personnes.